# Xích Long

Xích Long

Xích Long (tiếng Trung: 赤龍) hay Rồng đỏ là tên của một con rồng xuất hiện trong thần thoại Trung Hoa. Sở dĩ nó được gọi như vậy bởi cơ thể của nó có màu đỏ. Nó được cho là sinh ra từ núi lửa hoặc mặt trời. Miệng của chúng có thể phun ra những ngọn lửa thiêu đốt mọi thứ xung quanh. Màu đỏ thường đại diện cho Phương Nam cho nên Rồng đỏ được coi là "Rồng thiêng bảo vệ phương Nam" tương đương với  vị trí của Chu Tước.